# Герб Херсона
Герб Херсо́на — офіційний геральдичний символ Херсона. Затверджений 30 травня 2005 року.

## Опис
"У лазуровому полі геральдичного французького щита, у верхній половині розміщені ворота Херсонської фортеці золотого кольору. Нижче під воротами розташовані спрямовані лапами вниз перехрещені якорі золотого кольору – торговельний та військовий."
Нижня частина щита обрамлена зліва дубової, а праворуч - лавровою гілками золотаво-зелено-коричневого кольору. Посередині гілок на вензельній розетці написано рік заснування міста — 1778. Герб обрамлений картушем та увінчаний баштовою короною із трьох зубців золотого кольору.

## Критика
Офіційний герб Херсона від 2005 року порушує низку геральдичних правил:
- використовує одночасно два геральдичних щита;
- вносить в щит рік заснування гербоносія;
- вінчає картуш золотою мурованою короною замість срібної.

## Історія

### Попередники герба

Герб Херсонського пікінерного полку

31 жовтня 1776 року після ліквідації Січі було створено Херсонський пікінерний полк під командуванням генерал-майора Івана Максимовича Синельникова, котрий походив із козацької старшини, майбутнього правителя Катеринославського намісництва. 
Полку був наданий герб: «у червоному полі на зеленій землі восьмикінцевий православний хрест».
На думку історика-краєзнавця та члена Українського геральдичного товариства Олексія Паталаха, герб Херсонського пікінерного полку може вважати першим гербом міста.

### Імперський період

#### Перший герб

Герб Херсона 1803 року

1803 року була утворена Херсонська губернія. Херсон набув статусу губернського міста.
6 жовтня 1803 року був затверджений його перший герб: «У щиті, що має золоте поле, зображений чорний, двоголовий, коронований орел, який у правій лапі тримає лаврову гілку, а в лівій полум'я; на грудях орла, у блакитному щитку, позначений золотий хрест, із чотирма у верхній частині променями, а внизу маленьким перекладом».
Герб став символом Херсонської губернії, що охоплює територію, де були розташовані сучасні Одеська, Миколаївська, Кіровоградська області, правобережна частина Херсонської області та Придністров'я.
Чорний двоголовий орел – один із основних елементів російського державного герба.
Орел на гербі Херсона означає приєднання цих земель та підданство Російській імперії. Хрест на грудях орла – символ християнства; Херсон – християнське місто, наступник грецького Херсонеса, де київський князь Володимир прийняв християнство. Лаврова гілка та полум'я в лапах орла – означають, що перемогу за землі Херсонщини було здобуто у війнах з іновірцями.

#### Проєкт Кене

Герб Херсона 1878 року

В результаті геральдичної реформи 1850-х років використання державної символіки в гербах міст і губерній було визнано неприпустимим. До 100-річчя Херсона придворний герольдмейстер Бернгард Кене розробив для міста та губернії інший герб: 
«У блакитному щиті, срібний російський хрест, з сяйвом у чотирьох верхніх кутах, що супроводжується з боків і знизу трьома золотими імператорськими коронами. Щит увінчаний золотою мурованою короною і оточений двома золотими колоссями, з'єднаними Олександрівською стрічкою».

Герб Херсонської губернії 1878 року

Герб Херсонської губернії того періоду відрязнявся лише тим, що щит був увінчаний імператорською короною і оточений золотим дубовим листям, з'єднаним Андріївською стрічкою.
Щодо трьох імператорських корон існують різні версії. Згідно першої вони символізують три джерела, які з'єднують Дніпро із Чорним морем. За іншою, три корони є алегорією трьох історичних осіб, пов'язаних з хрещенням Русі – візантійських імператорів Василя та Костянтина, а також їхньої сестри Анни, яка згодом стала дружиною князя Володимира Великого. Згідно третьої версії, корони символізують Русь та Нововізантійську імперію, відродження якої входило до планів Катерини II та Князя Потьомкіна.

### Радянський період

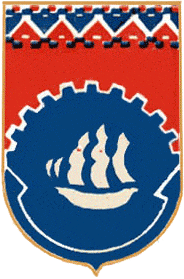
Герб Херсона 1967 року

31 жовтня 1967 року рішенням Херсонської міської ради було затверджено новий герб. Автор проєкту – Юрій Павлович Тарасов. За задумом автора новий герб мав символізувати Херсонський суднобудівний завод, комбайновий завод та Херсонський бавовняний комбінат – три найпотужніші підприємства міста:
"Елементи герба символізують собою історичне, географічне та економічне положення міста. У нижній частині щита на 2/3 простору розміщено блакитне коло, окантоване внизу зображенням стилізованого якоря, що символізує собою портове місто.
Верхнє півколо символізує машинобудування.
У центрі блакитного кола зображено трищогловий вітрильний корабель – символ зародження та розвитку у Херсоні суднобудування.
У верхній частині щита нанесено кольорову орнаментальну смугу, виконану в українських мотивах."

### Незалежна Україна

Герб Херсона 1995 року

#### Проєкт 1995 року
5 жовтня 1995 року міська Рада затверджує новий герб Херсона (автор проєкту – С.М. Чорний):
"У французькому лазуровому щиті золоті ворота Херсонської фортеці, супроводжені знизу двома, покладеними в Андріївський хрест, золотими якорями".
Ворота символізує гостинність міста, яке завжди відкрито для друзів, а в давнину служили в'їздом у фортецю. Нижче під воротами знаходяться перехрещені якорі золотого кольору – торговельний та військовий.
Якорі спрямовані нагору лапами, оскільки флот не мав поразок у військових діях. Дехто вважає цю особливість унікальною фішкою Херсона.
Нижня частина щита обрамлена зліва дубовою, а праворуч – лавровою гілками золотисто-зелено-коричневого кольору – символами сили та слави міста. Серед гілок на вензельній розетці написано рік заснування міста – 1778.

#### Герб 2005 року
За ініціативи міського голови В. Сальдо та депутата П. Маслова 30 травня 2005 року було переглянуто міський герб. Якоря повернули лапами вгору. Щит отримав ще один щит, вписаний в золотий декоративний картуш та помилкову золоту муровану корону.
1 вересня 2005 року новий герб розміщено на фасаді міської ради.
Рішенням міськради № 858 від 25 жовтня 2012 року затверджено Положення про зміст, опис та порядок використання символіки, але самі символи не змінилися.

## Використання герба

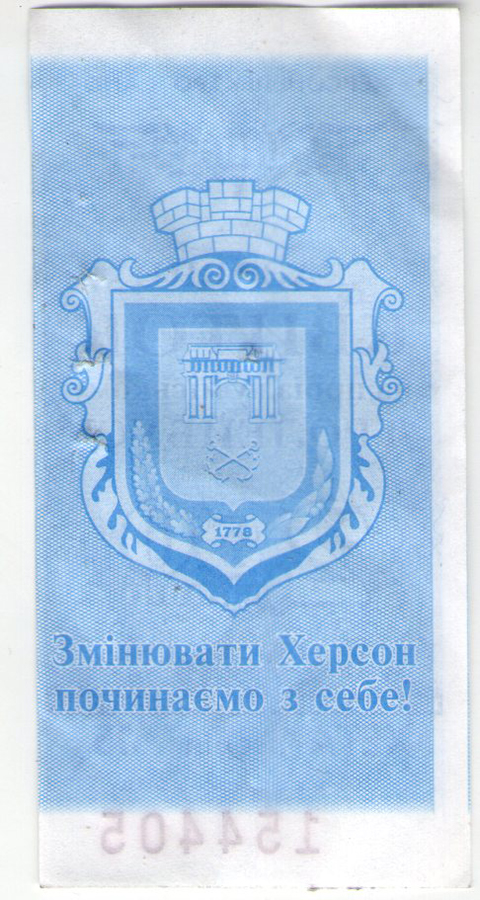
Квиток на проїзд у міському тролейбусі

Зображення герба міста Херсона розміщується:
- на офіційних будівлях органів представницької та виконавчої влади, підпорядкованих їм органів та установ;
- у залах, де проводяться засідання міської ради, його виконавчого органу, в приміщеннях урочистої реєстрації народження та шлюбу;
- на печатках та бланках міського голови, штампах та бланках органів представницької влади міста, які використовуються для скріплення пам'ятних адресів, урочистих актів, договорів з містами-побратимами тощо;
- на офіційних виданнях органів представницької та виконавчої влади міста;
- на покажчиках меж міста на в'їздах;
- на транспортних засобах поліції, яка утримується за рахунок коштів місцевого бюджету, а також на муніципальному транспорті.

Нарукавний знак 124 ОБрТрО

Рішенням міської ради можуть передбачатися інші випадки застосування герба міста Херсона.
2018 року була створена 124-та окрема бригада територіальної оборони, що базується в Херсонській області. В якості нарукавного знаку бригада використовувала срібний хрест у супроводі трьох золотих корон у блакитному полі, який подавався як герб Херсонщини часів УНР.
Нарукавний знак використовував зображення корон з геральдичної системи Російської Федерації, яка була затверджена Геральдичною радою 24 березня 2005 року.
1 лютого 2025 року бригаду реорганізовано в 34 окрему бригаду берегової оборони 30-го Корпусу морської піхоти Військово-Морських Сил Збройних Сил України. Назва бригади та її символіка були змінені відповідно до нової структури та призначення підрозділу.